# كبير علي
كبير علي (24 نوفمبر 1980 في المملكة المتحدة - ) (بالإنجليزية: Kabir Ali)‏ هو لاعب كريكت بريطاني. شارك مع منتخب إنجلترا للكريكت. أما مع النوادي، فقد لعب مع Barisal Bulls ‏ ونادي مقاطعة لانكشر للكريكت ‏ ونادي مقاطعة ورسسترشاير للكريكيت ‏ ونادي مقاطعة هامبشاير للكريكت ‏ وRajasthan cricket team ‏.

## وصلات خارجية
- كبير علي على موقع إي آس بي آن كريك إنفو (الإنجليزية)